# 14441 Atakanoseki
14441 Atakanoseki è un asteroide della fascia principale. Scoperto nel 1992, presenta un'orbita caratterizzata da un semiasse maggiore pari a 2,7311728 UA e da un'eccentricità di 0,2803667, inclinata di 8,83558° rispetto all'eclittica.